# Anglikánský kostel svatého Michaela (Paříž)
Anglikánský kostel svatého Michaela (angl. Saint Michael's Church in Paris, fr. Église anglicane Saint-Michael de Paris) je farní kostel anglikánské církve v 8. obvodu v Paříži, v ulici Rue d'Aguesseau. Spolu s kostelem sv. Jiří je jedním ze dvou anglikánských kostelů ve městě.

## Popis
Kostel se nachází v 8. obvodu v Rue d'Aguesseau poblíž velvyslanectví Velké Británie a byl vybudován v roce 1973 v kancelářské budově.